# Ceratophrys
Ceratophrys é um género de anfíbios da família Ceratophryidae. A particularidade do género é que as espécies apresentam projecções ósseas semelhantes a dentes e todas as espécies são carnívoras de pequenos roedores ou pássaros, inclusive outros anfíbios. Apresentam duas saliências sobre os olhos, que dão a impressão de ser dois cornos.
As seguintes espécies são reconhecidas:
- Ceratophrys ornata (Bell, 1843)
- Ceratophrys cornuta (Linnaeus, 1758)
- Ceratophrys cranwelli Barrio, 1980
- Ceratophrys aurita (Raddi, 1823)
- Ceratophrys calcarata Boulenger, 1890
- Ceratophrys joazeirensis Mercadal, 1986
- Ceratophrys stolzmanni Steindachner, 1882
- Ceratophrys testudo Andersson, 1945

## Exemplos

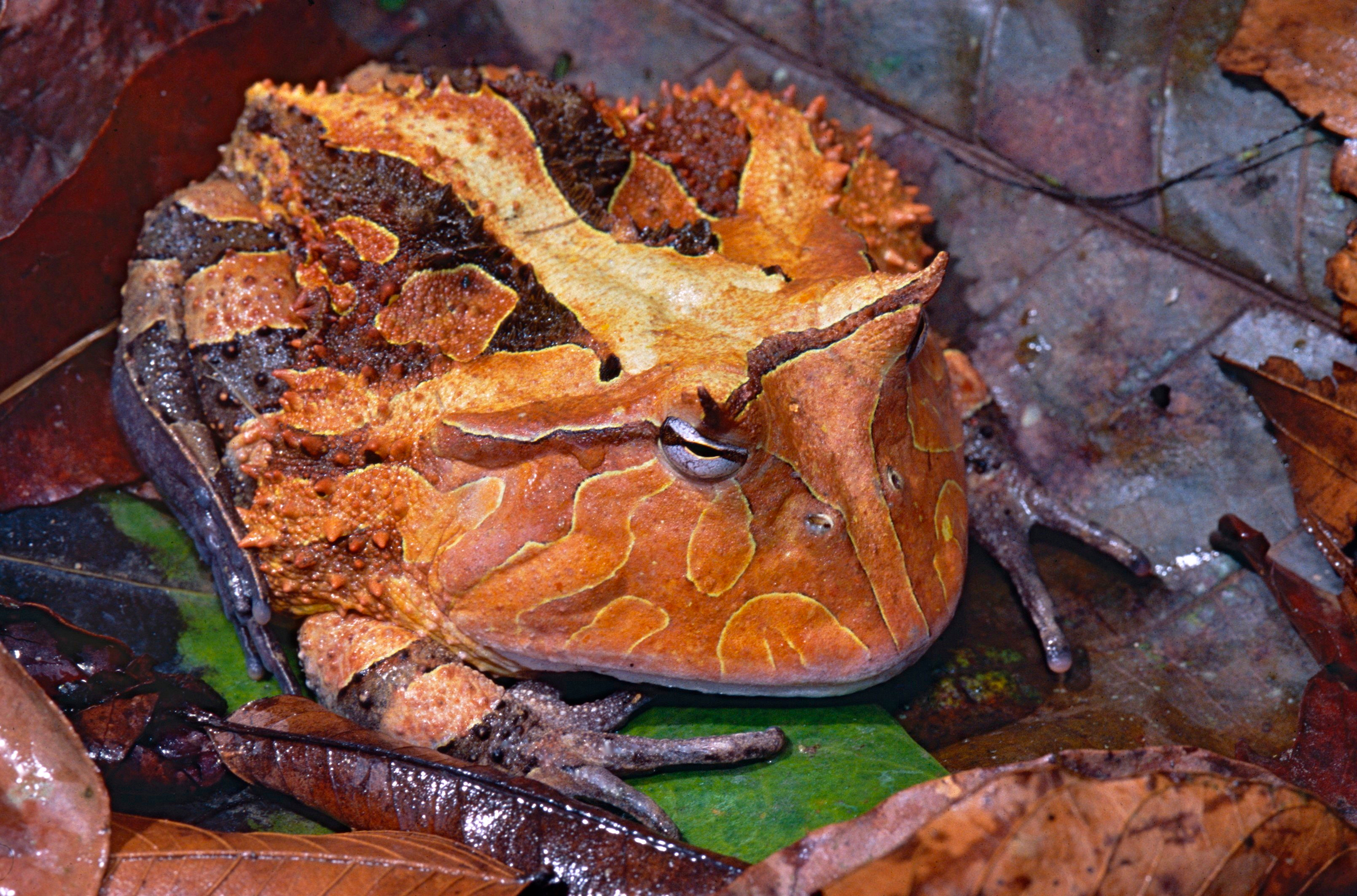
Ceratophrys cornuta

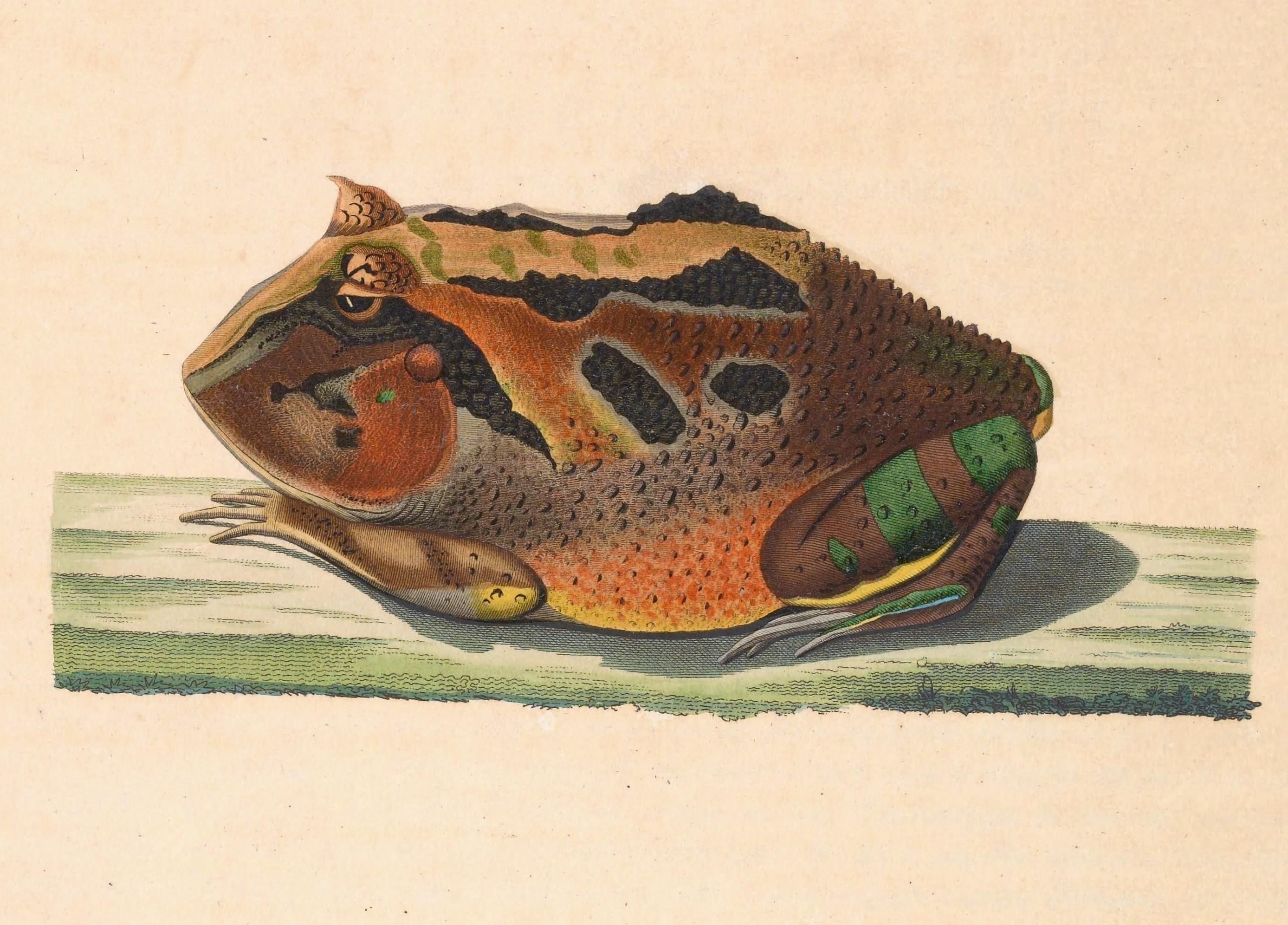
Ceratophrys dorsata

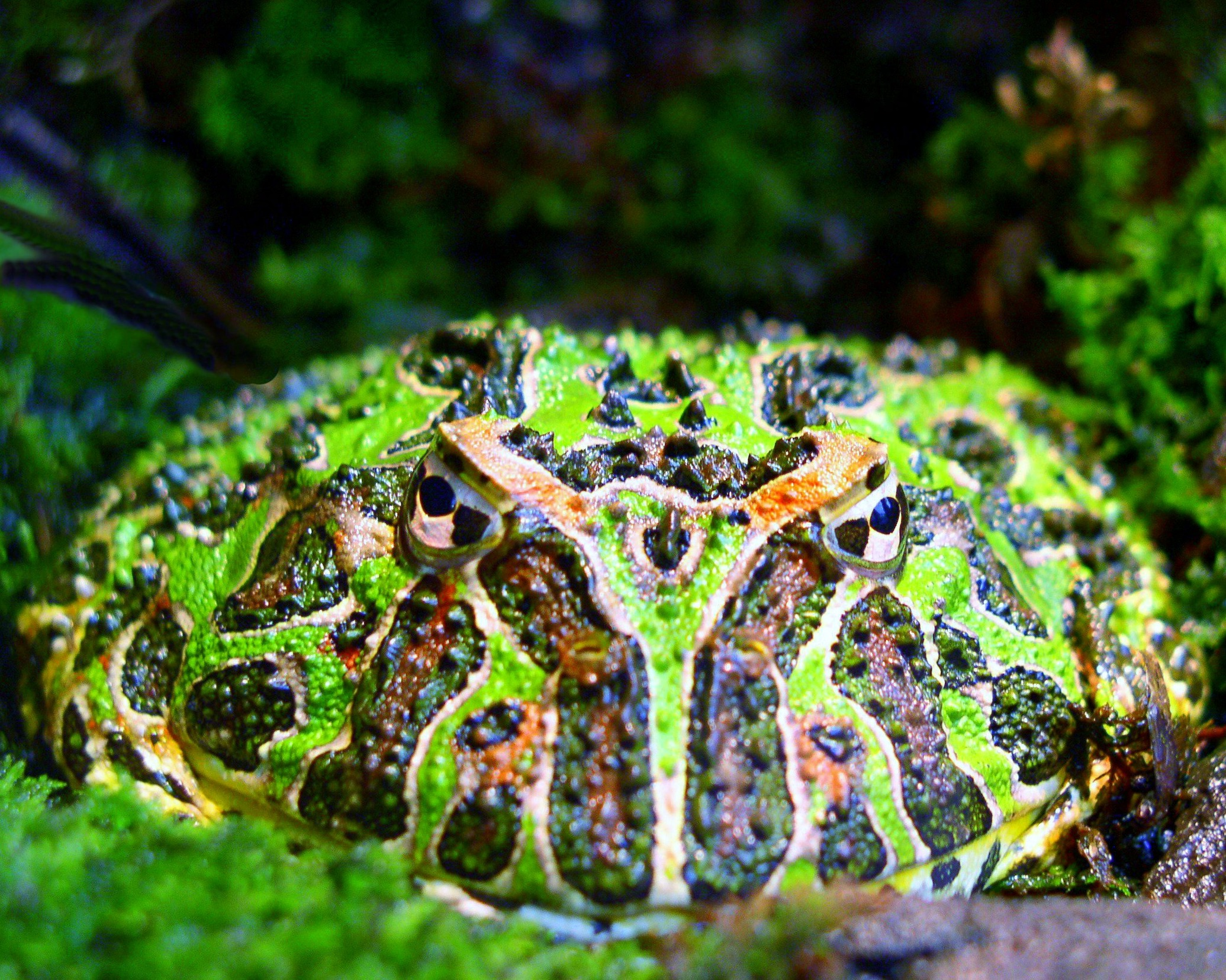
Ceratophrys ornata

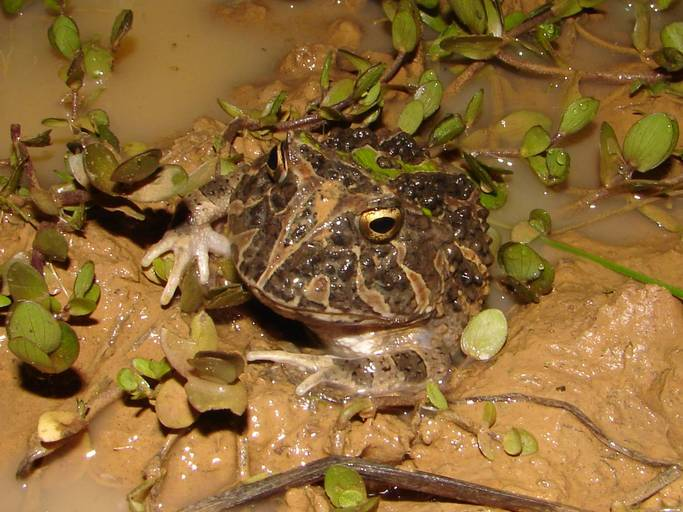
Ceratophrys calcarata